# Bernardo Guasconi
Bernardo Guasconi (Firenze, 2 giugno 1614 – Londra, 10 gennaio 1687) è stato un avventuriero e diplomatico italiano.

## Biografia

### I primi anni
Nato a Firenze nel 1614 da Giovan Battista di Bernardo Guasconi e da Clemenza di Lorenzo Altoviti, apparteneva a una famiglia fiorentina di antica nobiltà. Venne battezzato Battistero di San Giovanni il 2 giugno. Il padre morì appena 3 mesi dopo, il 1º settembre di quello stesso anno, e Bernardo venne affidato alle cure dello zio materno Alessandro Altoviti.
Alla morte dello zio paterno Lorenzo nel 1627, entrò in possesso di una cospicua eredità. Avviato alla carriera militare, fu al servizio dei Granduchi di Toscana e venne investito del titolo di nobile della Terra di Poppi per avere partecipato ad azioni nel Casentino. In seguito servì anche in Lombardia, Piemonte ed intorno al 1634 andò in Germania al seguito del principe Mattias de' Medici, e divenne cornetta della sua compagnia di guardia.

### In Inghilterra
Guasconi incontrò lo scrittore e politico inglese Henry Neville durante il Grand Tour di questi in Italia. Nel 1642 si recò in Inghilterra, determinato a prestare il suo servizio nella guerra civile allora in corso. Inizialmente fu propenso ad arruolarsi nello schieramento parlamentare, ma in seguito a una serie di colloqui con il residente toscano a Londra Amerigo Salvetti, decise infine di unirsi ai realisti di Carlo I. Servì pertanto come ufficiale nel reggimento di cavalleria del colonnello Richard Neville, fratello maggiore di Henry, distinguendosi in alcune azioni militari: ad esempio, il 4 agosto 1644, mentre il re era a Liskeard, sorprese e catturò un nutrito drappello di ufficiali parlamentari nella casa di Lord Mohun, che si trovava ad appena 2 miglia dal quartier generale del conte di Essex. Nel 1645, come ricompensa per i suoi servigi, Carlo I lo fece cavaliere. Nella seconda guerra civile inglese a Bernardo Guasconi fu affidato il comando di un reggimento di cavalleria che nel 1648 prese possesso di Colchester. La città fu stretta d'assedio dal generale parlamentare Thomas Fairfax dal 12 giugno al 28 agosto 1648 e quando, il 7 settembre, i realisti si arresero, Guasconi fu condannato a morte insieme con Sir Charles Lucas e Sir Charles Lisle. Dopo la fucilazione dei due inglesi, la sua esecuzione fu sospesa e in seguito egli fu perdonato in quanto straniero.
Guasconi fu condotto prigioniero a Windsor ed espulso, nonostante l'intervento del granduca di Toscana.
Il 24 gennaio 1649 ritornò in Italia.
Il 3 dicembre 1649 Carlo II gli rinnovò la concessione di una pensione, originariamente fatta a Guasconi da Carlo I, che per il momento non poteva essere pagata. Nel 1650 Guasconi si trovava a Firenze, la sua città natale. Intorno alla metà degli anni 1650 fu impegnato nel remunerativo commercio del tabacco; nel 1657 costituì una compagnia commerciale insieme con un inglese residente a Livorno per la redditizia vendita di perline di vetro.
Era di nuovo in Inghilterra poco dopo la restaurazione inglese. Una prima lettura dell'atto di naturalizzazione di Gascoigne venne fatta per la prima volta nella Camera dei Lord il 26 giugno 1661, ma non venne ulteriormente proseguita. 
Nell'ottobre di quello stesso anno Sir Bernardo Guasconi da Firenze ricevette alcune sovvenzioni reali e la qualifica di denizen, assumendo il nome di Bernard Gascoigne. È con questa versione del suo nome, già utilizzata negli anni 1640, che Guasconi viene generalmente indicato nelle fonti inglesi.
Nell'ottobre del 1662 ebbe un'altra sovvenzione reale in sostituzione della sua pensione, e furono fatte ulteriori mosse per assicurarsi che ricevette il pagamento. Nel 1663 gli fu inoltre assegnata una pensione di 600 sterline annue.

### Ritorno in Italia
Nel gennaio del 1664 Guasconi si recò nuovamente in Italia, dove rimase sino al 1667, come informatore della segreteria di Stato inglese.

### Morte
Guasconi/Gascoigne ricevette due somme dalla generosità dei reali inglesi nel 1686. Morì il 10 gennaio 1687 a Londra, nell'Haymarket, nella Chiesa di Saint Martin-in-the-Fields.

## Opere
Guasconi/Gascoigne scrisse:
- Relazione della Storia d' Inghilterra del mdcxlvii, scritta dal Colonnello e Residente in Londra Bernardino Guasconi ed inviata a Ferdinando II in Firenze; pubblicato in Firenza, 1886, con una breve nota dell'autore da Gargano T. Gargani.
- A Description of Germany: its Government, Manner of Assembling Diets, Ceremony of Electing and Crowning the King of the Romans: as also an Account of their present Imperial Majesties Houshold. Inviato a Carlo II d'Inghilterra nel 1672, quando Sir Gascoigne venne inviato a Vienna. Fu stampato dalla Miscellanea Aulica, or a Collection of State Treaties di Tom Brown, Londra, 1702.[1]